# Tomelilla kommun
Tomelilla kommun är en kommun i Skåne län. Centralort är Tomelilla.
Tomelilla kommun ligger på Österlen och gränsar till Simrishamns, Kristianstads, Hörby, Sjöbo och Ystads kommun.

## Administrativ historik
Kommunens område motsvarar socknarna: Andrarum, Benestad, Bollerup, Brösarp, Eljaröd, Fågeltofta, Kverrestad, Onslunda, Ramsåsa, Smedstorp, Spjutstorp, Tosterup, Tranås, Tryde, Ullstorp, Östra Ingelstad och Övraby. I dessa socknar bildades vid kommunreformen 1862 landskommuner med motsvarande namn.
Tomelilla municipalsamhälle inrättades i Tryde landskommun 22 januari 1887 och upplöstes 1921 när Tomelilla köping bildades genom utbrytning ur denna landskommun och Ullstorps landskommun. Smedstorps municipalsamhälle inrättades 3 oktober 1890 och upplöstes vid utgången av 1954. 
Vid kommunreformen 1952 bildades ett antal storkommuner i området: Brösarp (av de tidigare kommunerna Brösarp, Eljaröd, Fågeltofta, Andrarum och Ravlunda), Glemmingebro (av Bollerup, Glemminge, Ingelstorp, Tosterup och Övraby), Hammenhög (av Hammenhög, Hannas, Vallby, Östra Herrestad och Östra Ingelstad), Onslunda (av Onslunda, Spjutstorp och Tranås) samt Smedstorp (av Kverrestad och Smedstorp). Samtidigt uppgick landskommunerna Benestad, Ramsåsa, Tryde och Ullstorp  i Tomelilla köping.
1969 införlivades i Tomelilla köping landskommunerna Smedstorp och Onslunda samt huvuddelen ur Brösarps landskommun (alla församlingar utom Ravlunda) och en del ur den då upplösta Hammenhögs landskommun (Östra Ingelstads församling). Tomelilla kommun bildades vid kommunreformen 1971 av Tomelilla köping och delar ut Glemmingebro landskommun (Tosterups, Bollerups och Övraby församlingar).
Kommunen ingick från bildandet till 20 november 2001 i Simrishamns domsaga, före 1975 benämnd Ingelstads och Järrestads tingsrätts domsaga, och ingår sen dess i Ystads domsaga.

## Geografi

### Topografi och hydrografi
Landskapet växlar från varierande skogsmarker med blandskog i norr till ett öppet, böljande jordbrukslandskap med bördiga moränleror runt centralorten i söder. Berggrunden skiftar också från urberg i norr till sandsten och alunskiffer, för att sedan övergå till lerskiffer i söder.
Längs den natursköna Verkeån i norr finns imponerande isälvsavlagringar vid Brösarps backar, där stäppartade torrängar och hedar breder ut sig. Den södra slättbygden genomsyras av den geologiskt och botaniskt intressanta Fyledalen, där de botaniskt värdefulla extremrikkärren vid Benestads backar pryder sluttningarna.

### Administrativ indelning
Fram till 2016 var kommunen för befolkningsrapportering indelad i tre församlingar: Brösarp-Tranås församling, Smedstorps församling och Tomelillabygdens församling.

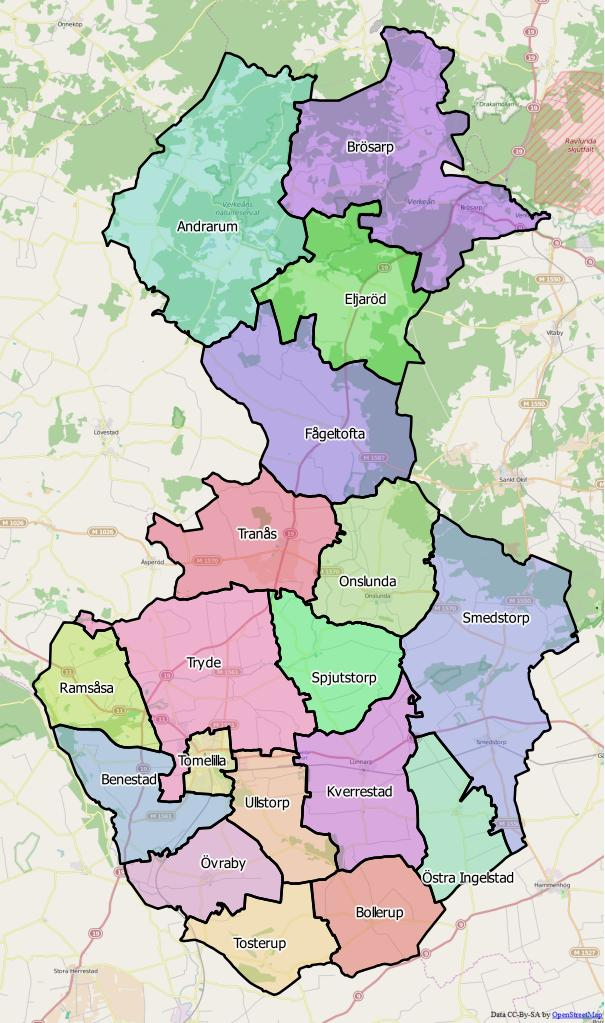
Distrikt (socknar) inom Tomelilla kommun

Från 2016 indelas kommunen i följande distrikt, vilka motsvarar socknarna:

- Andrarum
- Benestad
- Bollerup
- Brösarp
- Eljaröd
- Fågeltofta
- Kverrestad
- Onslunda
- Ramsåsa
- Smedstorp
- Spjutstorp
- Tomelilla
- Tosterup
- Tranås
- Tryde
- Ullstorp
- Östra Ingelstad
- Övraby

### Tätorter
Det finns sju tätorter i Tomelilla kommun.
I tabellen presenteras tätorterna i storleksordning per den 31 december 2015. Centralorten är i fet stil.
| Nr | Tätort       | Befolkning |
| -- | ------------ | ---------- |
| 1  | Tomelilla    | 6 826      |
| 2  | Brösarp      | 719        |
| 3  | Onslunda     | 524        |
| 4  | Smedstorp    | 361        |
| 5  | Lunnarp      | 340        |
| 6  | Skåne-Tranås | 226        |
| 7  | Spjutstorp   | 202        |

## Styre och politik

### Styre
Under mandatperioden 2010-2014 styrdes kommunen av Socialdemokraterna och Moderaterna tillsammans. De två partierna kom även överens om delat ordförandeskap för ordförande i kommunstyrelsen. Socialdemokraten Torgny Larsson var ordförande 1 januari 2011 till den 31 december 2012 och moderaten Magnus Björkman var ordförande från 1 januari 2013 till den 31 december 2014.

### Kommunfullmäktige

#### Presidium
| Presidium 2022–2026    | Presidium 2022–2026 | Presidium 2022–2026 |
| ---------------------- | ------------------- | ------------------- |
| Ordförande             | C                   | Leif Sandberg       |
| Förste vice ordförande | SD                  | Per-Olof Örnsved    |
| Andre vice ordförande  | S                   | Anne-Maj Råberg     |

#### Mandatfördelning 1970–2022
| 15 | 13 | 7 |  | 5 |

| 37 |

| 14 | 14 | 6 |  | 6 |

| 35 | 6 |

| 14 | 14 | 5 | 8 |

| 31 | 10 |

| 14 | 13 | 5 | 9 |

| 33 | 8 |

| 15 |  | 13 | 3 | 9 |

| 32 | 9 |

| 15 |  | 12 | 4 | 9 |

| 31 | 10 |

| 16 | 2 | 11 | 4 | 8 |

| 29 | 12 |

| 14 |  | 10 | 3 | 2 | 11 |

| 29 | 12 |

| 17 | 2 | 3 | 8 | 2 | 9 |

| 29 | 12 |

| 2 | 14 |  | 3 | 7 | 2 | 2 | 10 |

| 25 | 16 |

| 2 | 15 |  | 2 | 6 | 4 | 2 | 9 |

| 25 | 16 |

|  | 12 |  | 4 | 2 | 6 | 2 | 2 | 11 |

| 18 |  | 21 |

|  | 12 | 2 |  | 6 | 6 | 2 |  | 10 |

| 21 | 20 |

|  | 11 | 2 |  | 9 | 8 |  |  | 7 |

| 25 | 16 |

| 2 | 10 |  | 10 | 8 |  |  | 8 |

| 25 | 16 |

| 2 | 9 |  | 12 | 6 |  |  | 9 |

| 23 | 18 |

### Nämnder

#### Kommunstyrelse
Kommunstyrelsen i Tomelilla kommun består av 13 ordinarie ledamöter och lika många ersättare. Under kommunstyrelsen finns ett utskott, Arbetsutskottet.
I oktober 2015 hölls ett nytt val av kommunstyrelsen för perioden 1 januari 2016 till 31 december 2018. Valet var nödvändigt då kommunstyrelsen samt vård- och omsorgsnämnden endast blev valda på ett ettårigt mandat.

#### Lista över kommunstyrelsens ordförande
| Namn | Namn                    | Tillträdde        | Avgick            |
| ---- | ----------------------- | ----------------- | ----------------- |
|      | John Johansson (M)      | 1 januari 1999    | 31 december 2002  |
|      | Kristina Jönsson (M)    | 1 januari 2003    | 15 september 2009 |
|      | Margith Svensson (M)    | 15 september 2009 | 31 december 2010  |
|      | Torgny Larsson (S)      | 1 januari 2011    | 31 december 2012  |
|      | Magnus Björkman (M)     | 1 januari 2013    | 31 december 2014  |
|      | Leif Sandberg (C)       | 1 januari 2015    | 31 december 2020  |
|      | Per-Martin Svensson (M) | 1 januari 2021    |                   |

## Ekonomi och infrastruktur

### Näringsliv
Näringslivet domineras av jordbruks- och serviceföretag. Bland de större företagen kan nämnas Skånemejerier, Swegon, Lindsténs Elektriska, Ingelsta Kalkon och lågprisvaruhuset Bo Ohlsson i Tomelilla.

### Infrastruktur

#### Transporter
Riksvägarna 11 och 19 utgör viktiga förbindelser som genomkorsar kommunen. Österlenbanan är en annan viktig transportlänk.
Genom norra delen av kommunen sträcker sig Skåneleden/Österlenleden.

#### Utbildning
Österlens folkhögskola ligger i Tomelilla.

## Befolkning

### Demografi

#### Befolkningsutveckling
| Befolkningsutvecklingen i Tomelilla kommun 1970–2020                                                            | Befolkningsutvecklingen i Tomelilla kommun 1970–2020 | Befolkningsutvecklingen i Tomelilla kommun 1970–2020 | Befolkningsutvecklingen i Tomelilla kommun 1970–2020 | Befolkningsutvecklingen i Tomelilla kommun 1970–2020 |
| --- | ---------------------------------------------------- | ---------------------------------------------------- | ---------------------------------------------------- | ---------------------------------------------------- |
| |                                                      |                                                      |                                                      |                                                      |
| År |                                                      |                                                      | Folkmängd                                            |                                                      |
| 1970 | 1970                                                 |                                                      | 12 976                                               |                                                      |
| 1975 | 1975                                                 |                                                      | 12 605                                               |                                                      |
| 1980 | 1980                                                 |                                                      | 12 664                                               |                                                      |
| 1985 | 1985                                                 |                                                      | 12 321                                               |                                                      |
| 1990 | 1990                                                 |                                                      | 12 442                                               |                                                      |
| 1995 | 1995                                                 |                                                      | 12 573                                               |                                                      |
| 2000 | 2000                                                 |                                                      | 12 372                                               |                                                      |
| 2005 | 2005                                                 |                                                      | 12 682                                               |                                                      |
| 2010 | 2010                                                 |                                                      | 12 914                                               |                                                      |
| 2015 | 2015                                                 |                                                      | 13 132                                               |                                                      |
| 2020 | 2020                                                 |                                                      | 13 663                                               |                                                      |
| Anm: Uppgifterna avser förhållandena den 31 december enligt den kommunala indelningen den 1 januari året efter. |                                                      |                                                      |                                                      |                                                      |

#### Utländsk bakgrund
Den 31 december 2015 utgjorde antalet invånare med utländsk bakgrund (utrikes födda personer samt inrikes födda med två utrikes födda föräldrar) 1 707, eller 13,00 % av befolkningen (hela befolkningen: 13 132 den 31 december 2015). Den 31 december 2002 utgjorde antalet invånare med utländsk bakgrund enligt samma definition 841, eller 6,76 % av befolkningen (hela befolkningen: 12 447 den 31 december 2002).

#### Invånare efter de vanligaste födelseländerna
Den 31 december 2015 utgjorde folkmängden i Tomelilla kommun 13 132 personer. Av dessa var 1 395 personer (10,62 %) födda i ett annat land än Sverige. I denna tabell har de nordiska länderna samt de 12 länder med flest antal utrikes födda (i hela riket) tagits med. En person som inte kommer från något av de här 17 länderna har istället av Statistiska centralbyrån förts till den världsdel som födelselandet tillhör.
| Födelseland      | Födelseland                       | Födelseland |
| ---------------- | --------------------------------- | ----------- |
| 31 december 2015 |                                   |             |
| 1                | Sverige                           | 11 737      |
| 2                | Polen                             | 225         |
| 3                | Europeiska unionen: Övriga länder | 189         |
| 4                | Danmark                           | 115         |
| 5                | Syrien                            | 106         |
| 6                | / SFR Jugoslavien/FR Jugoslavien  | 104         |
| 7                | Asien: Övriga länder              | 77          |
| 7                | Europa utom EU: Övriga länder     | 77          |
| 9                | Bosnien och Hercegovina           | 76          |
| 10               | Irak                              | 73          |
| 11               | Tyskland                          | 63          |
| 12               | Finland                           | 61          |
| 13               | Somalia                           | 40          |
| 13               | Thailand                          | 40          |
| 15               | Norge                             | 31          |
| 16               | Afghanistan                       | 29          |
| 17               | Afrika: Övriga länder             | 24          |
| 18               | Nordamerika                       | 18          |
| 19               | Sydamerika                        | 13          |
| 20               | Iran                              | 12          |
| 21               | Island                            | 7           |
| 22               | Eritrea                           | 6           |
| 23               | Turkiet                           | 5           |
| 24               | Oceanien                          | 3           |
| 25               | Okänt födelseland                 | 1           |
| 26               | Sovjetunionen                     | 0           |

## Kultur

### Museum
Den 1 juli 2006 öppnades ett Hasseåtage-museum i Tomelilla.

### Konstarter

#### Bildkonst
I Tomelilla kommun finns flera gallerier och konstnärer med egna ateljéer. I centralorten Tomelilla ligger Tomelilla Konsthall med en bildkonstskola för barn och ungdom, och Tomelilla Jazzarkiv för mogen ungdom.

#### Musik
Christinehofs slott i Andrarum norr om Tomelilla är välkänt för sina utomhuskonserter med internationellt berömda artister och andra publikdragande arrangemang. 

#### Film
Tomelilla var centrum för AB Svenska Ords filminspelningar på 1970- och 80-talen, och på biografen Rio hade alla bolagets filmer världspremiär.

### Kulturarv
Den tredje torsdagen i juli varje år hålls Tomelilla marknad i centrala Tomelilla. På Kronovalls slott vid Sankt Olof finns vintillverkning och andra kulinariska kulturvärden.

### Kommunsymboler

#### Kommunvapen
Blasonering: I rött fält en balkvis ställd flygande glada i silver.
Det tog nära 50 år och ett antal kommunombildningar innan Tomelilla kunde anta ett kommunvapen som den sista av Skånes kommuner. 1954 låg flera förslag på bordet, varav ett med vildsvin. Inget accepterades. På 1960-talet gjordes nya försök, också de utan resultat. Som symbol användes sedan bilden av en staty som finns på torget i Tomelilla. Denna infogades också i en sköld och fungerade som vapen. Då bilden inte uppfyllde de heraldiska reglerna kunde den inte dock registreras som ett sådant och få det skydd en registrering innebär. 2002 kunde det nuvarande vapnet med en glada så äntligen antas av kommunen och senare registreras i PRV.
Även Glemmingebro hade ett vapen vars giltighet upphört 1971 i samband med att den tidigare landskommunen delades mellan Tomelilla och Ystad.

Glemmingebro landskommun (1955–1970)

#### Kommunfågel

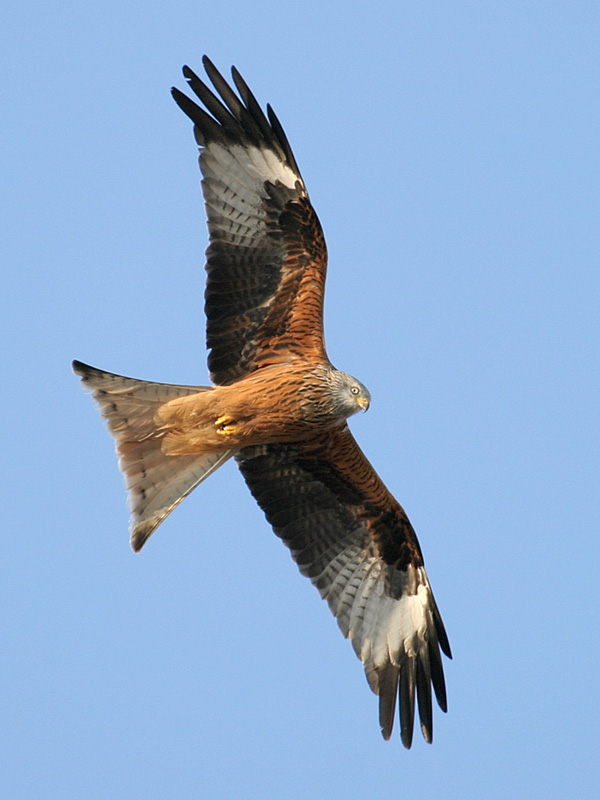
Den röda gladan är Tomelillas kommunfågel och avbildas även i kommunvapnet.